# Paraechinus nudiventris
Paraechinus nudiventris är en däggdjursart som först beskrevs av Thomas Horsfield 1851.  Paraechinus nudiventris ingår i släktet Paraechinus och familjen igelkottdjur. IUCN kategoriserar arten globalt som livskraftig. Inga underarter finns listade i Catalogue of Life.
Denna igelkott förekommer i sydöstra Indien. Den lever i låglandet och i kulliga områden upp till 700 meter över havet. Arten vistas i torra och halvtorra landskap med klippor, buskar och akacior. Paraechinus nudiventris är aktiv på natten.